# Javier Veiga Rubirosa
Javier Veiga Rubirosa (O Grove, Pontevedra; 11 de febrer de 1973) és un actor espanyol de teatre, televisió i cinema.

## Biografia
Encara que va començar els seus estudis d'Arquitectura en La Corunya, els va abandonar 6 mesos més tard per a estudiar a la Reial Escola Superior d'Art Dramàtic de Madrid. Es va iniciar com a actor en el teatre, on va participar en múltiples espectacles. En 1996 va crear la seva pròpia companyia, Teatro Impar, amb la qual ha produït i dirigit una dotzena d'espectacles teatrals.
Un dels seus primers treballs en televisió, si no el primer, va ser un cameo a Farmacia de guardia. Ha aparegut en diverses sèries de televisió d'èxit, com Moncloa, ¿dígame? o 7 vidas, però el seu treball més conegut és el de presentador de les dues primeres temporades d'El Club de la Comedia en la seva primera etapa a Canal + (1999-2001). També ha participat com a actor en diverses pel·lícules com Escuela de seducción o El año de la garrapata. I alguns encara li recorden com el protagonista d'una campanya publicitària de l'ONCE.
El 2007 dirigeix el seu primer curtmetratge, Sálvame, que ha rebut més de 50 premis en festivals nacionals i internacionals. En 2011 dirigeix el seu segon curtmetratge, ¿De qué se ríen las hienas?, que protagonitza al costat de Toni Acosta i que ha rebut més de 80 premis.

## Pel·lícules
- Muertos de amor (protagonista) (2010), de Mikel Aguirresarobe. Com Ángel.
- Escuela de seducción (protagonista) (2005), de Javier Balaguer. Com Óscar.
- El año de la garrapata (protagonista) (2004), de Jorge Coira. Com Morgan.
- Tuno negro (2001), de Pedro L. Barbero i Vicente J. Martín. Com Marcial.
- La mujer más fea del mundo (1999), de Miguel Bardem. Com Metge.
- El conductor (1998), de Jorge Carrasco. Com Representant.

## Curtmetratges
- Se vende (2012), de Carmen Marfá i Christian Moyés.
- ¿De qué se ríen las hienas? (2011), de Javier Veiga.
- Sálvame (2007), de Javier Veiga. (Vegeu curt)
- Espacio Diferido (1997), de Javier Tresguerres.
- A todo tren (1995), de Lidia Mosquera.
- Planeta extraño (1997), de Pedro Pérez Jiménez.

## Televisió

### Com actor

#### Personatges fixos o recurrents
- 7 vidas (1999). Com Fernando. Telecinco.
- Condenadas a entenderse (1999). Antena 3.
- Inocente inocente (1995-1997) Telecinco.
- Robles, investigador (2000) Com Moly. TVE.
- Moncloa ¿dígame? (2002). Com Bartolomé. Telecinco.
- 7 días al desnudo (2005). Com Miguel Cimadevilla. Cuatro.
- De repente, los Gómez (2009). Com Jorge. Telecinco.
- Augasquentes (2016). Com Roberto. TVG.
- Pequeñas coincidencias (2018–present) com Javier Rubirosa. Amazon Prime Video.

#### Personatges episòdics
- Farmacia de guardia (1992). Antena 3.
- El súper (1996). Telecinco.
- Señor alcalde (1998). Telecinco.
- Maneras de sobrevivir (2005). Com Martín. Telecinco.
- L'un per l'altre (2006). Televisió de Catalunya (TV3).
- Hermanos y detectives (2008). Telecinco.
- La hora de José Mota (2010). TVE.
- ¿Qué fue de Jorge Sanz? (2010). Canal+.
- Vida loca (2011). Telecinco.
- Gym Tony (2015) com ell mateix a l'esquetx "El Gym de la comedia". Cuatro.

### Com a presentador
- El club de la comedia (1999-2001). Canal+ i Telecinco.
- Amar el cine. TVE.
- Sorpresas te da la vida. FORTA.
- All-in. Cuatro.

### Com a creador i director
- Gym Tony (2014-2016). Cuatro.
- Gym Tony LC (2017). FDF.
- Pequeñas coincidencias (2018–present). Amazon Prime Video.

## Teatre
- 5 y ...Acción (2016-). Escrit i dirigit per Javier Veiga. Amb Marta Hazas, Carlos Sobera, Marta Belenguer, Fernando Gil i Ana Rayo.
- El caballero de Olmedo, de Lope de Vega, dirigida per Mariano de Paco.
- Amigos hasta la muerte (2011-2012). Escrit i dirigit per Javier Veiga. Amb Marta Hazas i Fele Martinez.
- La venganza de Don Mendo de Muñoz Seca (2010). Dirigit per El Tricicle.
- Amigos hasta la muerte (2009). Escrit i dirigit per Javier Veiga. Con Jorge Sanz i Melanie Olivares.
- Amor y otros pecados, de Javier Cansado, Yolanda G. Serrano, Juan Cavestany, Alexis Valdés, Antonio Muñoz de Mesa i Javier Veiga. Dirigit per Javier Veiga.
- No es tan fácil, de Paco Mir. Dirigit per Josep María Mestres.
- 5 Hombres.com, dirigit per José Miguel Contreras i Ana Rivas.
- Don Juan Tenorio, de José Zorrilla, dirigida per Antonio Guirau.
- Examen de maridos, de Ruiz de Alarcón, dirigida per Vicente Fuentes.
- El enfermo imaginario, de Molière, dirigida per Antonio Díaz Florián.
- La Celestina, de Fernando de Rojas, dirigida per Charo Amador.
- La caída de Ícaro, de Bertolt Brecht, dirigida per José Luis Raimond.
- Camino de Wolokolamsk, de Heiner Müller, dirigida per Eduardo Vasco.
- El juego de las preguntas, de Peter Handke, dirigida per Charo Amador.
- El casamiento, de N. Gogol, dirigida per Ángel Gutiérrez.
- Clown Quijote de la Mancha, de Miguel de Cervantes, direcció Olga Margallo.
- Los pícaros, pasos y entremeses, de Lope de Rueda i Miguel de Cervantes, dirigida per Ángel Gutiérrez.
- El pabellón nº 6, de Anton Txèkhov, dirigida per Ángel Gutiérrez.
- Humor en blanco y negro, amb Alexis Valdés i Javier Veiga. Dirigit per Javier Veiga y Alexis Valdés.
- Tonto el que lo lea, Espectacle unipersonal protagonitzat i dirigit per Javier Veiga.
- Casa con dos puertas, sobre texts de Calderón de la Barca. Dirigit per Javier Veiga.
- El vendedor de cuentos, sobre texts de Federico García Lorca. Dirigit per Javier Veiga.
- Vida y amores del libertino Voldemar, basat en contes d'Anton Txèkhov. Dirigit per Antonio Muñoz de Mesa i Javier Veiga.
- Los 3 mosqueteros buscando a Dartañán, inspirat en els personatges d'Alexandre Dumas. Dirigit per Javier Veiga.
- Unha noite na praia.

## Premis y nominacions
- Premi al Millor actor 2013 al Festival Internacional de Cinema de Salento (Itàlia) per Muertos de amor
- Més de 80 premis en festivals nacionals i internacionals pel curtmetratge De qué se ríen las hienas?
- Més de 50 premis en festivals nacionals i internacionals pel curtmetratge Sálvame!
- Premi "Roel D'Or" en la Setmana de Cinema de Medina de Camp del 2007 com a director del curtmetratge Sálvame!
- Premi al Millor actor 2007 en el Festival de Cinema d'Alacant per Sálvame!
- Premi Ondas 2001 per El club de la comedia.
- Premi Mestre Mateo al Millor Actor 2004 concedit per l'Acadèmia Gallega de l'Audiovisual per El año de la garrapata.
- Premi al Millor Actor per Amor y otros pecados als Premis Nacionals Garamond 2007.
- Premi al Millor Director i al Millor Espectacle per l'obra Casa con dos puertas al XXII Festival Nacional de Teatre de Guadalajara.
- Premi al Millor Espectacule al III Festival Nacional de Teatre de La Rioja, per Casa con dos puertas.
- Premi Teatralia 99 al Millr Espectacle de la Comunitat de Madrid, per l’obra El vendedor de cuentos.
- Premi al Millor Actor i Millor Director per l’obra Voldemar al XIX Certamen Nacional de Teatre Arcipreste de Hita.
- Premi al Millor Espectacle per Tonto el que lo lea al X Festival Internacional de l’Humor de Madrid 2004.
- Premi Teatro de Rojas al Millor Espectacle familiar per Los 3 Mosqueteros buscando a Dartañán.